# Raión de Karmir
El raión de Karmir era una unidad administrativa de Armenia que existió desde 1937 hasta 1995.
Las siguientes localidades estaban ubicadas en la zona:
- Aghberk 278
- Antaramej 171
- Artanish 756
- Aygut 911
- Barepat 68
- Chambarak 5850
- Dprabak 489
- Drakhtik 909
- Dzoravank 176
- Getik 370
- Jil 615
- Kalavan 117
- Martuni 500
- Shorzha 509
- Ttujur 942
- Vahan 1127[1]